# Otto Liman von Sanders
Otto Liman von Sanders (Stolp, 17. veljače 1855. – München, 22. kolovoza 1929.) bio je general i vojni savjetnik pri Otomanskom carstvu tijekom Prvog svjetskog rata. Ponajviše zahvaljujući njemu i njegovim savjetnicima Osmansko se carstvo uspjelo obraniti od savezničkog naleta Dardanele u prvoj godini rata, a taj mu je uspjeh donio nadimak "Galipoljski lav".

## Vojna karijera
Otto Liman von Sanders rodio se 17. veljače 1855. godine u Stolpu u njemačkoj pokrajini Pomeraniji kao član obitelji koja je pripadala pruskoj aristokraciji. Poput mnogih pruskih plemića pridružio se vojsci i vrlo brzo počeo je napredovati u vojnoj hijerarhiji. Vojnu je karijeru započeo u pješadijskim jedinicama godine 1874., ali 1879. prelazi u konjaništvo. U godini 1885. promaknut je u poručnika, a četiri godine kasnije u satnika. Idućih je godina služio u nekoliko vojnih štabova i zapovjednih stožera, te je dogurao do čina general poručnika. Kao i ostali pruski generali prije njega (primjerice Moltke i von der Goltz), imenovan je 1913. godine za šefa njemačke savjetničke misije pri otomanskoj vojsci.

## Šef vojne misije u Turskoj
Osmanska vojska, nekada zastrašujuća osvajačka sila, u desetljećima koja su prethodila Prvom svjetskom ratu nalazila se u vrlo lošem stanju. Vojnici su bili slabo opremljeni svim vrstama vojnog materijala, a zapovjednički kadar korumpiran i nestručan. Prvi koji je uvidio da se nešto mora pod hitno poduzeti želi li Osmansko carstvo preživjeti izazove budućnosti bio je Enver-paša, jedan od vođa Mladoturskog pokreta. te osmanski ministar rata u posljednjim godinama postojanja Carstva. Zadaću da na brzinu reformira osmansku vojsku i ponovno je pretvori u respektabilnu silu dobila je Njemačka čije su savjetničke misije godinama bile prisutne u Turskoj. Nijemci će u vrlo kratkom vremenu preko svojih vojnih savjetničkih misija i snabdijevanjem Carstva vojnim materijalom pokušati, i djelomično uspjeti, pretvoriti osmansku vojsku u moderni ratni stroj.
Sanders je za šefa njemačke misije u Istanbulu imenovan 30. lipnja 1913. godine i od samog početka nije bio zadovoljan zadaćom koju je morao obavljati. Naime, vrlo brzo se našao u dvostrukoj ulozi – diplomatskoj i vojnoj. Našao se u poziciji da, osim rada na reformi osmanske vojske, mora djelovati i na političkom planu, odnosno promicati njemačke interese na osmanskom dvoru. Kao vojniku ta mu je zadaća zasigurno teško sjedala, a i mišljenje koje je imao o Turcima i ustroju njihove države i vojske, koje je uglavnom bilo loše, nije mu davalo motivaciju za rad. No ipak, sudeći po kasnijim događajima, njegov je rad unatoč tome bio u mnogočemu uspješan.
Sandersovo imenovanje za šefa njemačke misije izazvalo je glasne proteste Rusije, ali i Francuske i Velike Britanije koje su s pravom sumnjale da Njemačka nastoji privući Osmansko Carstvo na svoju stranu. Da bi se saveznicima udovoljilo Sanders je formalno spušten na nižu zapovjednu razinu generalnog inspektora. Ta fiktivna degradacija ipak nije značila da je izgubio utjecajnu poziciju koja mu je otpočetka dodijeljena. Ipak, mora se priznati, njemačka vojna misija ispočetka nije imala veliki utjecaj na glavne političke i vojne aktere u Istanbulu, ali to će se promijeniti sa zahuktavanjem Prvog svjetskog rata i prvim većim porazima osmanskih vojskovođa.
Zajedno s njemačkim veleposlanikom u Istanbulu Hansom von Wagenheimom Sanders je u srpnju 1914. odbio ponudu Enver-paše za savez Njemačke i Osmanskog Carstva. Zaključak je bio da je osmanska vojska preslaba, državna riznica prazna, a vlada nepuzdana te stoga Carstvo ne bi bilo koristan saveznik. No, Njemačka i Osmansko Carstvo su nekoliko tjedana kasnije, 1. kolovoza 1914., ipak potpisale vojni savez koji je zadržan u tajnosti čak i od većine osmanskih državnika. Na promjenu Sandersovog stava vjerojatno je utjecala klauzula ugovora kojom se njemačkoj vojnoj misiji, u slučaju rata, daje "efektivni utjecaj" na djelovanje osmanske vojske. Time se njemačkom generalu i njegovom stožeru dala pozicija odlučivanja unutar samog vrha osmanske vojske. Odmah nakon potpisivanja sporazuma ta je klauzula provedena i u praksu pa je Sanders imenovan za zapovjednika osmanske Prve armije koja je bila smještena u Istanbulu.

Nakon ulaska Osmanskog Carstva u Prvi svjetski rat Enver-paša, osoba ambiciozna u svakom pogledu, poveo je osmansku vojsku u neizvjesnu borbu protiv Rusa na Kavkazu. Sanders, nakon što je vidio Enverov plan, pokušao je odgovoriti osmanskog ministra od takve kampanje, ali Enver ga nije poslušao. Bitka kod Sarikamiša rezultirala je katastrofom po osmansku vojsku koja je u porazu ostala uskraćena za gotovo cijelu jednu armiju. Enver-paša se vratio u Istanbul praznih ruku i preuzeo zapovijedanje jedinicama što su čuvale Istanbul. Kako je nadolazeća opasnost po osmansku prijestolnicu bila sve izvjesnija moralo se pod hitno nešto poduzeti da se zaštiti Istanbul. Enver-paša je stoga u ožujku 1915. imenovao Sandersa za zapovjednika Pete armije sa zadaćom da organizira obranu Dardanela, gdje se vjerovalo da će Britanci prvo napasti. Bila je to velika dobit za Njemačku i Sandersa jer je time njemački general dobio zadaću da obrani osmansku prijestolnicu i samu vladu u Istanbulu.

## Galipoljska bitka
Nakon neuspjeha Francuza i Britanaca da se ratnom mornaricom probiju do Istanbula te samo jednom bitkom izbace Turke iz rata, postalo je sigurno da će saveznici izvršiti invaziju na obale Dardanela ne bi li se kopnenom vojskom probili do osmanske prijestolnice. Von Sanders je imao tridesetak dana da pripremi obranu Dardanela, a najveći mu je problem bio pretpostaviti na koje će se lokacije saveznici iskrcati. Osim toga, morao je s ograničenim osmanskim vojnim mogućnostima zaustaviti napad daleko moćnijeg neprijatelja. Mnogi turski zapovjednici, ponajviše oni nižeg ranga, nisu se slagali s njegovom taktikom i odlukom da se obrana postavi dublje u unutrašnjost Galipoljskog poluotoka, ali von Sanders je smatrao da je nemoguće drukčije postaviti obranu na tako prostranom prostoru što se na kraju pokazalo ispravnim. Ponajbolja odluka koju je donio za vrijeme bitke na Galipolju bila je imenovanje Mustafe Kemala, zapovjednika osmanskih rezervnih snaga, za zapovjednika osmanskih jedinica koje su branile sjeverozapadni dio poluotoka. Mustafa Kemal se dokazao odmah prvi dan savezničkog napada kada je odlučnim i hrabrim djelovanjem uspio zaustaviti silovit nalet Australaca i Novozelanđana pa je u narednim tjednima stekao veliko Sandersovo povjerenje.
Bitka za Dardanele završila je katastrofalno po saveznike. Nisu osvojili ništa od planiranog, podnijeli su mnogo žrtve, a na kraju su se morali povući pod krinkom noći. Sandersu je uspjeh u vođenju bitke donio slavu u Istanbulu i nadimak "Galipoljski lav". Sljedeće je mjesece proveo u uvjeravanju Enver-paše da prekine vojne operacije na Kavkazu koje osmanskoj vojsci nisu donijele ništa, a odnijele su joj mnogo života. No, u tome nije bio uspješan, a nije mi uspjelo ni spriječiti genocid na Armencima koji su proglašeni glavnim krivcima za poraz osmanske vojske na Kavkazu.

## Palestinsko bojište
U posljednjoj godini rata Liman von Sanders vodi kombiniranu njemačko-osmansku vojsku (Armija Yildirim) u borbi protiv Britanaca na palestinskom frontu. Na zapovjedničkom mjestu 19. veljače 1918. godine zamijenio je njemačkog generala Ericha von Falkenhayna koji je bio neuspješan u borbi protiv britanske vojske pod zapovjedništvom generala Edmunda Allenbyja i pobunjenih arapskih gerilaca koje je vodio Britanac Thomas Edward Lawrence (Lawrence od Arabije). Poput svojeg prethodnika, ni Sanders nije bio uspješan u sprečavanju napredovanja britanske vojske koja je na svojoj strani, osim brojčane i tehnološke prednosti, imala i arapski nacionalizam. Britanska je konjica toliko brzo napredovala da je u jednom trenutku iznenada zaprijetila Sandersovom stožeru. Njemački je general za dlaku uspio izbjeći pad u zarobljeništvo, ali je shvatio da je bitka izgubljena. Osmanska je vojska poražena uz velik broj žrtava i još veći broj zarobljenih vojnika koji su se ponajviše dobrovoljno, ali i pod prisilom, predali Britancima.

## Nakon rata
Nakon kraćeg pritajenja Sanders se odmah po završetku Prvog svjetskog rata vratio u Istanbul kako bi mogao nadgledati povlačenje njemačke vojske. Zatim odlazi na Maltu gdje je u veljači 1919. pod optužbom za ratne zločine uhićen od strane Britanaca. Šest mjeseci kasnije pušten je iz pritvora, a odmah potom objavio je da napušta vojsku i odlazi u mirovinu. Za vrijeme pritvora opisao je svoj rad i boravak u Turskoj u knjizi izdanoj pod naslovom Pet godina u Turskoj. 

Preminuo je 29. kolovoza 1929. u 74. godini života u Münchenu. 